# Lambda Caeli
Lambda Caeli (λ Caeli, förkortad Lambda Cae, λ Cae), som är stjärnans Bayer-beteckning, är en ensam stjärna i nordvästra delen av stjärnbilden Gravstickeln. Den har en  magnitud av 6,22 och är svagt synlig för blotta ögat där ljusföroreningar ej förekommer. Baserat på parallaxmätning inom Hipparcosuppdraget på ca 4,4 mas, beräknas den befinna sig på ett avstånd av ca 740 ljusår (230 parsek) från solen.

## Egenskaper
Zeta Caeli är en orange till röd jättestjärna av spektralklass K3/4 III. Den har en radie som är ca 24 gånger solens radie och avger ca 353 gånger mer energi än solen från dess fotosfär vid en effektiv temperatur på ca 4 600 K.